# Bertiolo
Bertiolo – miejscowość i gmina we Włoszech, w regionie Friuli-Wenecja Julijska, w prowincji Udine.
Według danych na rok 2004 gminę zamieszkiwały 2542 osoby, 97,8 os./km².